# Ratusz w Sztokholmie

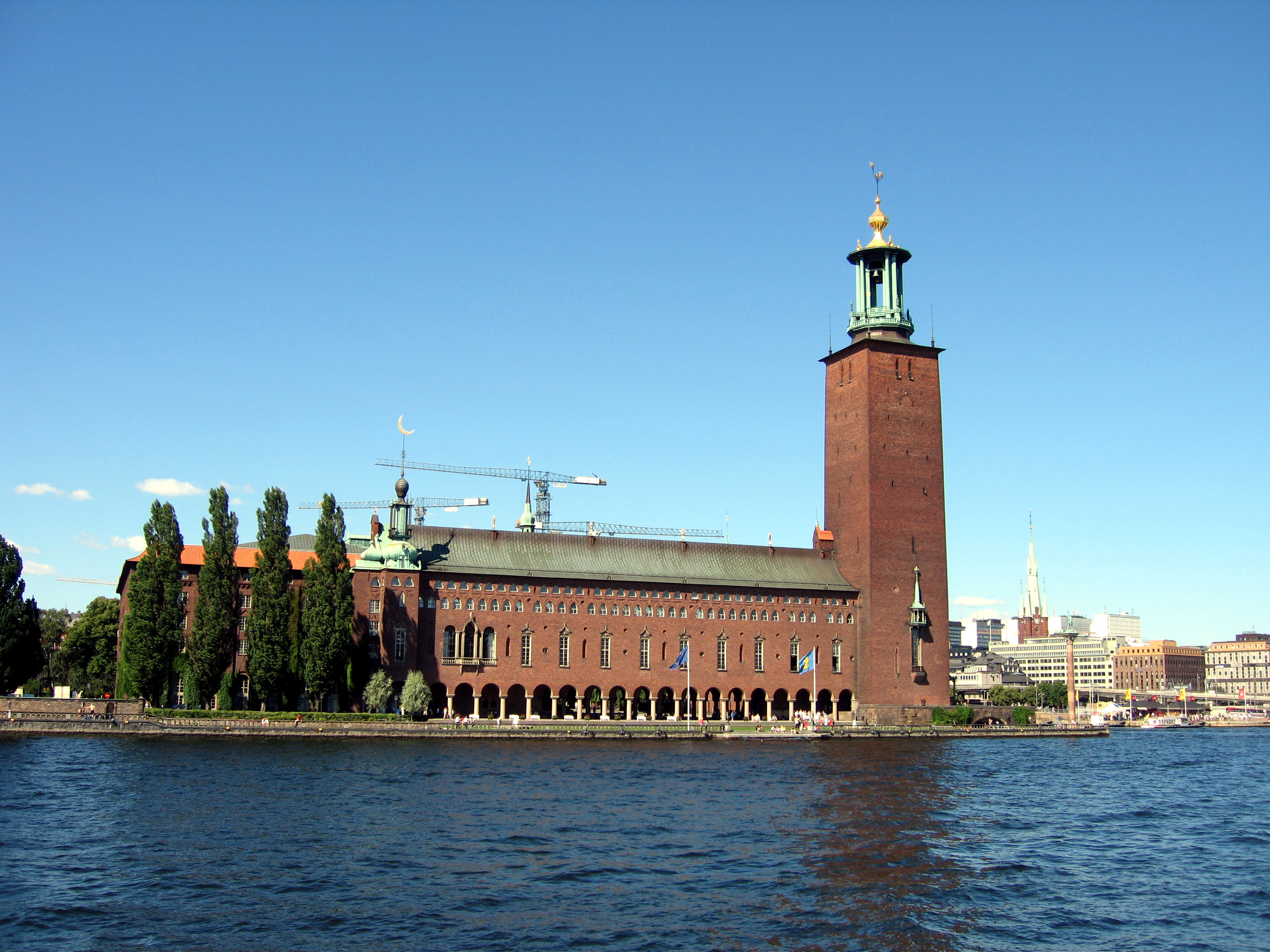
Stadshuset od strony Södermalmu

Stadshuset – ratusz w Sztokholmie, zbudowany w latach 1911 – 1923. Uznawany jest za jeden z symboli stolicy Szwecji. Architektem ratusza był Ragnar Östberg, zainspirowany weneckim Pałacem Dożów, zaliczany do najważniejszych budowli stylu narodowo – romantycznego. Wnętrza ozdobione są przez wielu szwedzkich artystów, m.in. księcia Eugeniusza, Einara Forsetha, Carla Malmstena i Maję Sjöström.
Za wspaniałą fasadą na którą zużyto 8 milionów cegieł, znajdują się biura, lokale konferencyjne i sale przyjęć. Od roku 1934 w sali błękitnej (Blå hallen) ratusza wydawane są 10 grudnia, każdego roku, uroczyste przyjęcia na cześć laureatów Nagrody Nobla. Gośćmi honorowymi bankietu są m.in. członkowie Szwedzkiej Rodziny Królewskiej.
Sala Błękitna początkowo miała być koloru niebieskiego. Ragnar Östberg zmienił jednak decyzję, kiedy zobaczył ciekawy, ceglany kolor i nie chciał pokryć cegieł niebieskim tynkiem. Nazwa sali rozpowszechniona w mediach pozostała taka jak w planach projektowych. Jest to największa sala przyjęć w ratuszu, znajdują się w niej jedne z największych organów w Europie Północnej. Mają ponad 10 tysięcy piszczałek i 135 skal głosowych.
Sala Konferencyjna - sala obrad, w której zbierają się i obradują radni miasta Sztokholmu. Trybuny dla publiczności mogą pomieścić 200 słuchaczy. Sufit sali daje wrażenie otwartego dachu, nieba nad łodzią z czasów wikingów. Meble w sali zostały wykonane przez Carla Malmstena, a ich obicia i inne tekstylia we wnętrzu (zasłony, materiały na ścianach) przez Maję Sjöström.
Sala Stu Sklepień jest honorowym wejściem, które prowadzi do sal balowych. Sufit sali zbudowany jest ze stu skrzyżowanych sklepień. Na jednej ze ścian widoczna jest część zegara, któremu towarzyszą trzy postacie opowiadające legendę o św. Jerzym. W okresie letnim o godz. 12:00 i 18:00 w czasie kiedy dzwony grają melodię Örjana, na balkonie ukazuje się św. Jerzy i smok.
Oval jest przedpokojem sal balowych. Znajdują się tu tkane tapety Tureholm, wykonane w Beauvais we Francji pod koniec XVII w. W sali owalnej udzielane są śluby cywilne, w każdą sobotę.
Galeria Książęca – oficjalna sala przyjęć Sztokholmu. Ma wspaniały widok na Riddarfjärden. Ozdoby sztukatorskie i ornamenty ram okiennych zostały wykonane przez J.A.G. Acke.
Sala Trzech Koron – nazwę zawdzięcza trzem pozłacanym żyrandolom, które zwisają z drewnianego sufitu. Północna ściana pokryta jest jedwabnym brokatem utkanym w Chinach. Wśród malowideł wyróżnia się obraz Eliasa Martina "Widok z Mosebacke" z 1790 roku.
Do Złotej Sali prowadzą dwie pary miedzianych drzwi, każda waży 1 tonę. Twórcą błyszczącej sali bankietowej był Einar Forseth. Sala bankietowa została ułożona z ponad 18 milionów kawałków mozaiki ze szkła i złota, jest w niej miejsce dla 700 siedzących gości.